# 清水正教
清水 正教（しみず まさのり、1940年7月 - ）は、日本の画家（油画）。皇學館大学名誉教授。

## 来歴
- 1940年　長野県上田市(旧丸子町)生れ
- 1959年　長野県上田高等学校 卒業
- 1967年　東京芸術大学美術学部絵画科油画専攻 卒業
- 1969年　東京芸術大学大学院美術研究科絵画専門課程油画専攻 修了
- 1969年　同志社中学校教諭
- 1970年　岐阜大学教育学部助手
- 1976年　岐阜大学教育学部助教授
- 1984年　皇學館大学文学部助教授
- 1993年　皇學館大学文学部教授
- 2006年　皇學館大学を退職。同名誉教授。上田市生田に移り、油画制作中心の生活に入る。

## 主な受賞歴
- 1983年～2005年　新芸術展（東京都美術館）：新人賞、金賞、東京都知事賞、文部大臣奨励賞など
- 1989年　サロン・ド・パリ展（パリ、パレ・デ・コングレ）：サロン・ド・パリ賞
- 1990年　カナダ美術賞展（ケベック市）：「'91ドトンヌ賞」受賞、買上永久収蔵に
- 1990年　P.アンビーユと俊英作家展（銀座アート・ホール）：大賞
- 1992年　サロン・ドトンヌ展（パリ、グランパレ・ナショナル・ギャラリー）：正会員推挙、以後無鑑査に
- 1993年　'94　ベルギー国際大賞展（L'A.I.A.C.）：金メダル
- 1995年　第7回国際美術大賞展（東京都芸術劇場）：評論家賞
- 1997年　第23回日選展（東京都芸術劇場）：優秀賞